# Edita Randová
Edita Randová (* 28. prosince 1965, Praha) je česká operní pěvkyně, mezzosopranistka.
Edita Randová studovala soukromě nejenom zpěv, ale také hru na klavír. Už od pěti let navštěvovala základní uměleckou školu, obor sborový zpěv. Na počátku své umělecké dráhy absolvovala hlasové školení u Milady Musilové, poté pokračovala ve studiu u Ivany Mixové a Marty Boháčové, klavír studovala u Miroslavy Cihlářové. Svou pěveckou dráhu na divadelních prknech zahájila jako členka pražského Hudebního divadla Karlín a na prknech neméně prestižní Státní opery Praha. Postupem času Randové stala hostující členkou i mnohých zahraničních scén.
Randová zdaleka není jenom divadelní umělkyní, v současné době se věnuje převážně koncertní činnosti. V roce 2000 absolvovala velké koncertní turné po České republice pod názvem „České jaro s Editou Randovou“. Právě na mezinárodním poli Randová dnes a denně dokazuje, že byla zcela právem v roce 2003 vyslána českým Ministerstvem zahraničních věcí k propagaci české hudby do Austrálie, kam a nejenom tam se svým umem reprezentovat domácí autory patří.  V rámci své koncertní činnosti vystupovala na pódiích v Barceloně, Bratislavě, Londýně, Miláně, Sydney, Mexico City, Chicagu a řadě dalších měst, zpívala též ve slavné newyorské Carnegie Hall a na mezinárodních festivalech ve Španělsku, Portugalsku, Itálii, Francii, Slovensku, Slovinsku, Maďarsku, Rakousku, Velké Británii, Polsku, Německu, Finsku, Norsku, Austrálii, USA, Brazílii, Číně či Mexiku.
Spolupracuje s českými a zahraničními symfonickými a komorními tělesy např. SOČR, FOK, Komorní filharmonie Pardubice, Filharmonie Hradec Králové, Karlovarský symfonický orchestr, Západočeský symfonický orchestr Mariánské Lázně, Camerata Polifonica Siciliana, London City Chamber Orchestra, Orchestra of Stowe Opera, Chesapeake Orchestra, Lincolnwood Chamber Orchestra, Filarmonia de Gaia, Orchestra Sinfonica della Provincia di Bari,  Orquestra Sinfônica do Teatro Nacional Claudio Santoro, Orquestra Sinfônica da Bahia, Morelos Chamber Orchestra, Orquesta Sinfónica de la UAC, Oaxaca Symphony Orchestra Romania State Philharmonic Orchestra, … pod taktovkou významných českých a mezinárodních dirigentů.
Kritika oceňuje především velký rozsah zahrnující skladby od altového oboru až po dramatický mezzosoprán a podmanivou barvu hlasu, spojenou s širokými výrazovými prostředky, podpořenou dokonalou pěveckou technikou. Edita Randová má vedle operního i bohatý koncertní repertoár, zahrnující oratoria, kantáty, mše, písňové cykly či jednotlivé skladby od starých mistrů až po soudobou tvorbu našich i předních světových skladatelů a dokonce celá řada z nich jí své skladby věnovala.
Mezi její nejvýznamnější nahrávky patří CD s písněmi Antonína Dvořáka. Pravidelně nahrává pro Český rozhlas písňové cykly. Nahrávky Edity Randové byly vysílány rozhlasovými stanicemi v Itálii, Austrálii, Francii a Argentině.

## Ocenění
- Evropská cena Gustava Mahlera
- La Reconnaissance Culturelle, Médaille d'OR Internationale 2010
- Premio Artistico LiberArte 2010, Riconoscimento speciale musica